# Saula Waqa
Saula Matayalo Waqa (12 de outubro de 1995) é um futebolista fijiano que atua como atacante, atualmente defende o Ba FC.

## Carreira
Saula Waqa ele fez parte do elenco da Seleção Fijiana de Futebol nas Olimpíadas de 2016.